# 1394
1394 (MCCCXCIV) je bilo navadno leto, ki se je po julijanskem koledarju začelo na četrtek.

## Dogodki
- Karl VI. prežene Jude iz Francije.

## Rojstva
- 22. marec - Ulug Beg, timuridski sultan, astronom, matematik in kaligraf († 1449)

Neznan datum
- Ikju Sodžun, japonski zen budistični menih, pesnik in mojster čajnega obreda († 1481)

## Smrti
- 24. marec - Konstanca Kastiljska, princesa, angleška plemkinja, vojvodinja Lancasterja (* 1354)
- 7. junij - Ana Luksemburška, angleška kraljica (* 1366)
- 25. junij - Doroteja iz Montauja, nemška mistikinja, puščavnica, svetnica (* 1347)
- 27. avgust - cesar Čokei, 98. japonski cesar (* 1343)
- 16. september - protipapež Klemen VII. (* 1342)
- 12. oktober - Ivan Sobeslav Luksemburški, oglejski patriarh (* 1352)

Neznan datum
- John Hawkwood, angleški vojskovodja v službi Papeške države (* 1320)